# Eutelsat 8 West D
O Eutelsat 8 West D (anteriormente chamado de Xinnuo 3, Sinosat 3, Zhongxing 5C (ZX-5C), Chinasat 5C e Eutelsat 3A) foi um satélite de comunicação geoestacionário construído pela China Academy of Space Technology (CAST). No final de sua vida útil ele esteve localizado na posição orbital de 8 graus de longitude oeste, em uma órbita inclinada, e era operado pela Eutelsat, empresa com sede em Paris. O satélite foi baseado na plataforma DFH-3 Bus e sua vida útil estimada era de 8 anos.

## História
O satélite foi lançado em 2007 como Xinnuo 3 (Sinosat 3). Em 2010, o satélite foi assumido pela China Satcom e renomeado para ZX-5C (Chinasat 5C).
Em julho de 2011, o satélite foi arrendado para a Eutelsat, rebatizado Eutelsat 3A e foi transferido para a posição orbital de 3 graus de longitude leste como um espaço reservado para um novo satélite, o Eutelsat 3B. Em 2014 ele foi renomeado mais uma vez, agora para Eutelsat 8 West D e se mudou para a posição de 8 graus oeste para ser operado em uma órbita inclinada.

## Lançamento
O satélite foi lançado com sucesso ao espaço no dia 31 de maio de 2007, às 16:08 UTC, por meio de um veiculo Longa Marcha 3A a partir do Centro Espacial de Xichang, na China. Ele tinha uma massa de lançamento de 2.200 kg.

## Capacidade e cobertura
O Eutelsat 8 West D era equipado 24 transponders em banda Ku para fornecer serviços de captação de notícias por satélite e de televisão e distribuição de programa de rádio para a Europa, África e Oriente Médio.